# Chýšť
Chýšť település Csehországban, a Pardubicei járásban. Chýšť Obědovice, Kratonohy, Nové Město nad Cidlinou, Klamoš, Káranice, Chudeřice, Stará Voda, Malé Výkleky, Kasalice és Voleč településekkel határos. Lakosainak száma 207 fő (2024. január 1.).

## Népesség
A település lakosságának változását az alábbi diagram mutatja:
| Lakosok száma | 341  | 364  | 318  | 250  | 182  | 200  | 201  | 207  | 207  | 207  |
|               | 1869 | 1890 | 1921 | 1950 | 1980 | 2001 | 2017 | 2019 | 2022 | 2024 |